# The Cinema Show
The Cinema Show (deutsch Die Kinovorstellung) ist ein Song der britischen Band Genesis, der gemeinsam von der Band geschrieben wurde. Er wurde im Oktober 1973 auf dem Album Selling England by the Pound veröffentlicht. Auf den Konzerten wurde er fast immer gespielt – später nur der Instrumentalteil.

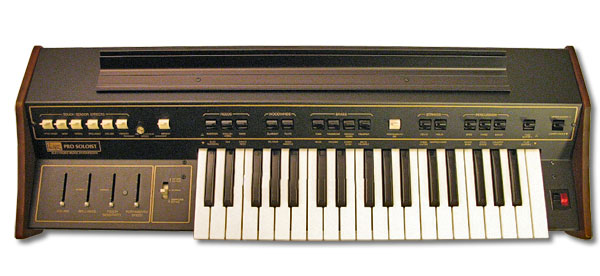
ARP Pro Soloist

## Musik
Das Stück ist mit über elf Minuten das zweitlängste des Albums nach The Battle of Epping Forest. Es ist in zwei Abschnitte unterteilt. 
Der erste Teil mit Gesang von Gabriel und Collins ist von 12-saitigen Gitarren geprägt, die von Mike Rutherford und Tony Banks gespielt werden; er enthält auch ein kurzes Flöten- und Oboen-Solo. 
Der zweite Teil ist instrumental und besteht aus einem ausgedehnten Solopart im 7/8 Takt, den Tony Banks auf dem ARP Pro Soloist spielt und der von virtuosen Schlagzeugspiel (live ab 1976 von zwei Schlagzeugern) getragen wird.

## Text
Der Liedtext von Banks und Rutherford wurde durch das 1922 veröffentlichte Gedicht Das wüste Land des späteren Nobelpreisträgers T. S. Eliot inspiriert. Im Kernstück des Gedichts wird in den Zeilen 215 bis 256 eine ähnliche Geschichte von einer erotischen Begegnung erzählt, verbunden mit der alten Frage an Teiresias, welches Geschlecht mehr Lust empfindet.
Die Protagonisten heißen bei Genesis Romeo und Julia  und bereiten sich getrennt auf ihr Treffen bei einer Kinovorstellung vor, und Romeo hofft auf eine sexuelle Eroberung an diesem Abend. Banks erinnerte sich: „Die Idee ‚Romeo‘ und ‚Julia‘ zu verwenden, stammte von Peter (Gabriel). Ich dachte, es sollte eher unpersönlicher sein, einfach ‚junger Angestellter‘ oder so, und ich war mir unsicher, ob es so beginnen sollte.“

## Rezeption
François Couture rezensierte auf Allmusic:

„Zusammen mit "The Musical Box", "Watcher of the Skies" und "Supper's Ready" ist "The Cinema Show" einer der einflussreichsten und beliebtesten Songs aus dem Genesis-Repertoire mit Peter Gabriel geblieben. … "The Cinema Show" ist ein auffallend positives Stück in einer Dur-Tonart. Es gibt keine Wolke an diesem Himmel, keine Wendung der Ereignisse bringt eine beunruhigende Note - etwas, das in dieser Periode von Genesis selten ist, der einzige Präzedenzfall ist "Can-Utility and the Coastliners". Als sofortiger Live-Favorit war der Song von 1973 bis 1974 ein Höhepunkt der Konzerte. Es blieb auch nach Gabriels Abgang und in den 1970er Jahren auf der Set-Liste (eine Live-Version mit Phil Collins im Umgang mit Gesang ist auf Seconds Out zu hören). Auch wenn der Liedteil später weggelassen wurde, blieb die Keyboard-Solo-Sektion als Teil des "In the Cage" Medley (in Three Sides Live zu sehen) wurde in den 1980er Jahren bei jeder Genesis-Show aufgeführt. … Es ist erwähnenswert, dass Banks immer dasselbe Solo spielte, ohne eine einzige Note zu verändern. The Flower Kings lieferten ein sehr starkes Cover von "The Cinema Show" für das Tribut-Album "The Fox Lies Down", das das Solo modifizierte und den Song in das Gebiet der Jazz-Fusion brachte, während es dem Original treu blieb.“

## Coverversionen
- 1994: November[9]
- 1998: Flower Kings
- 1999: ReGenesis